# Presidentvalet i USA 2016
Presidentvalet i USA 2016 avgjordes i USA den 8 november 2016. Presidentvalet var det 58:e i ordningen, och landets president och vicepresident valdes för mandatperioden 2017 till 2021. Den sittande presidenten Barack Obama kunde enligt det 22:a tillägget i USA:s konstitution inte omväljas 2016, eftersom han innehaft posten under två mandatperioder. Republikanernas Donald Trump besegrade demokraternas kandidat Hillary Clinton och han tillträdde presidentposten den 20 januari 2017.

## Bakgrund

### Valprocess
För bli vald till USA:s president måste en person vara amerikansk medborgare sedan födseln, minst 35 år gammal och bosatt i USA sedan minst 14 år. Valet är ett indirekt val, vid vilket väljarna genom sina röster utser ett elektorskollegium, vilket möjliggör att en kandidat kan vinna presidentvalet även om denne inte får flest antal röster.

### Utgångsläget
Den sittande presidenten, demokratiska partiets Barack Obama (tidigare senator för Illinois), kunde inte bli omvald, eftersom han hade suttit två mandatperioder på posten, vilket är det högsta tillåtna antalet perioder. Barack Obamas mandatperiod löpte ut den 20 januari 2017. Efter en seger över republikanska partiets John McCain valdes Obama första gången till president 2008. Fyra år senare omvaldes han efter att ha besegrat det republikanska partiets presidentkandidat Mitt Romney.
Vid 2010 års mellanårsval förlorade demokraterna sin majoritet i USA:s representanthus. I samma val förlorade partiet även mandat i senaten men förblev det största partiet. Majoritetsförhållandena kvarstod över 2014 års val till kongressen. Vid 2014 års mellanårsval utökade republikanerna sin majoritet i representanthuset till den största marginalen sedan 1928, samtidigt som partiet för första gången sedan 2006 återtog majoriteten i senaten.
I amerikanska presidentval brukar det talas om swing states, det vill säga delstater där det inte på förhand är givet vilket parti som kommer att vinna. I presidentvalet 2016 ansågs följande elva delstater vara sådana swing states (antal elektorsröster inom parentes):
- Florida (29 elektorsröster)
- Pennsylvania (20)
- Ohio (18)
- Michigan (16)
- North Carolina (15)
- Virginia (13)
- Wisconsin (10)
- Colorado (9)
- Iowa (6)
- Nevada (6)
- New Hampshire (4)

## Demokraterna

### Kandidater
Följande personer figurerade i de stora opinionsundersökningarna och tillkännagav formellt att de ämnade kandidera i 2016 års val eller registrerat sig som kandidat hos valmyndigheten Federal Election Commission (FEC).
- Hillary Clinton, tidigare senator från New York (2001–2009) och utrikesminister (2009–2013)

Bland demokraterna var Hillary Clinton den första att meddela sin kandidatur till presidentposten, något som hon gjorde via en video den 12 april 2015. Den 30 april meddelade den oberoende Vermont-senatorn Bernie Sanders att även han ställde upp som demokratisk presidentkandidat. Opinionsundersökningar meddelade i september 2015 att Clinton var favorit men att avståndet mellan de båda var mindre än tidigare. Den förre Maryland-guvernören Martin O'Malley anmälde sin kandidatur 30 maj. Ytterligare tre demokratiska politiker har anmält sitt deltagande i presidentvalet. Jim Webb och Lincoln Chafee, var dock de första att avsäga sig sina respektive kandidaturer, vilket skedde under oktober månad och i början av november drog även Lawrence Lessig tillbaka sin kandidatur.

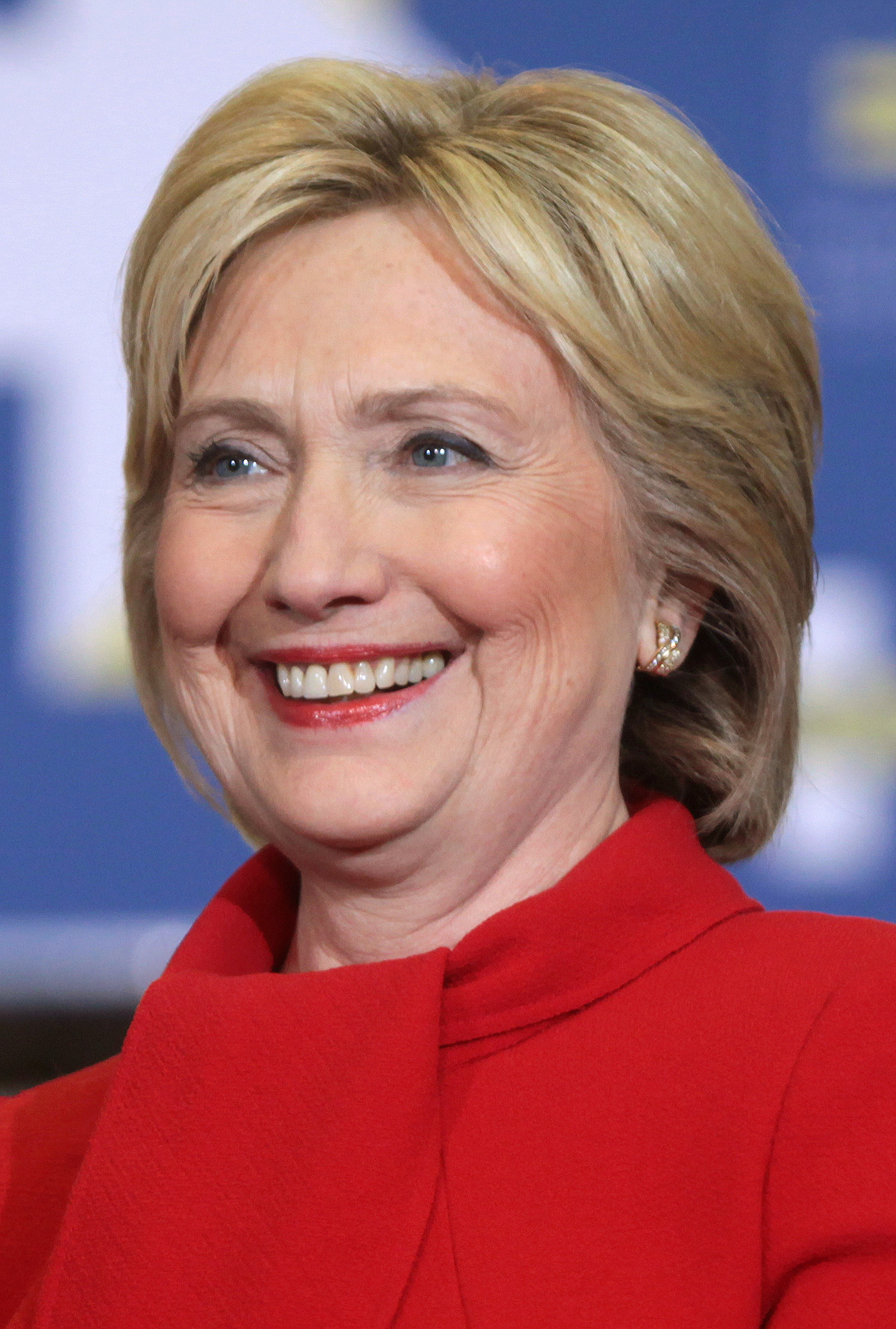
Hillary Clinton

### Återtagna kandidaturer
- Jim Webb, tidigare senator från Virginia (2007–2013), drog sig ur 20 oktober 2015.
- Lincoln Chafee, tidigare guvernör i Rhode Island (2011–2015), drog sig ur 23 oktober 2015.
- Lawrence Lessig, juridikprofessor vid Harvard Law School, drog sig ur 2 november 2015.
- Martin O'Malley, tidigare guvernör i Maryland (2007–2015), drog sig ur 1 februari 2016.
- Bernie Sanders, senator från Vermont (2007– ), förlorade nominationen 26 juni 2016.

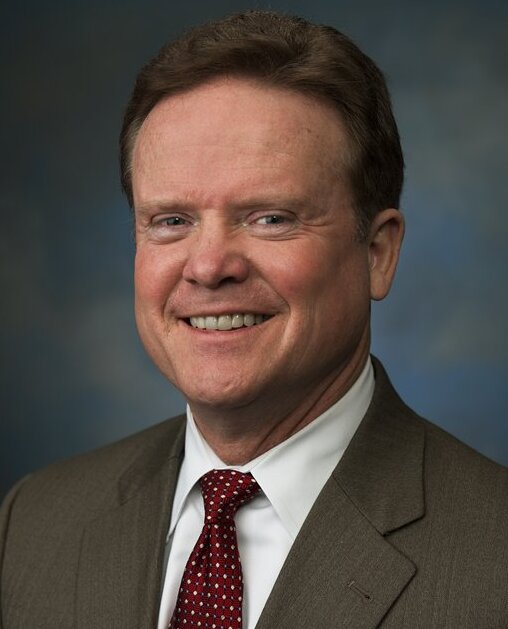
Jim Webb
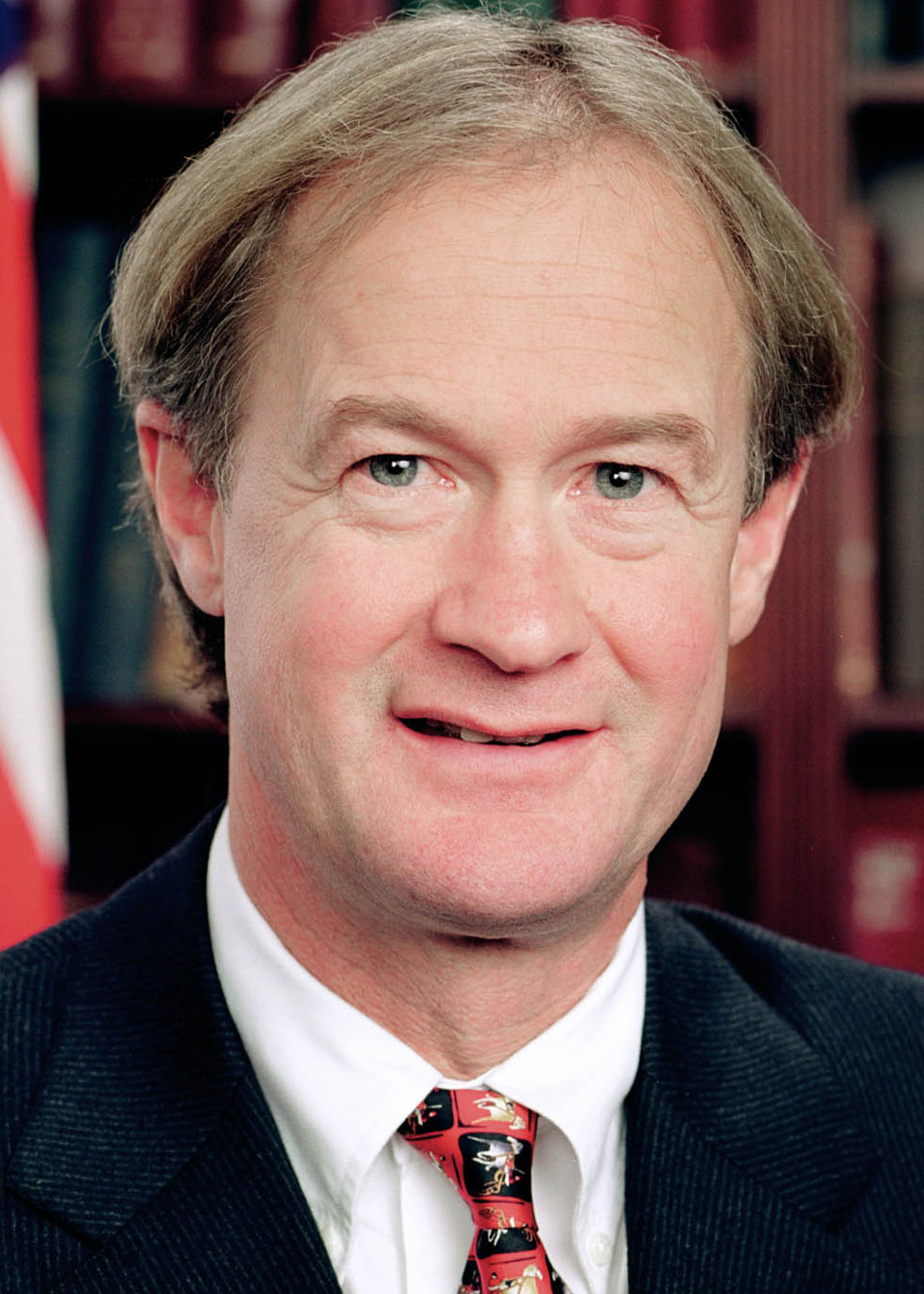
Lincoln Chafee
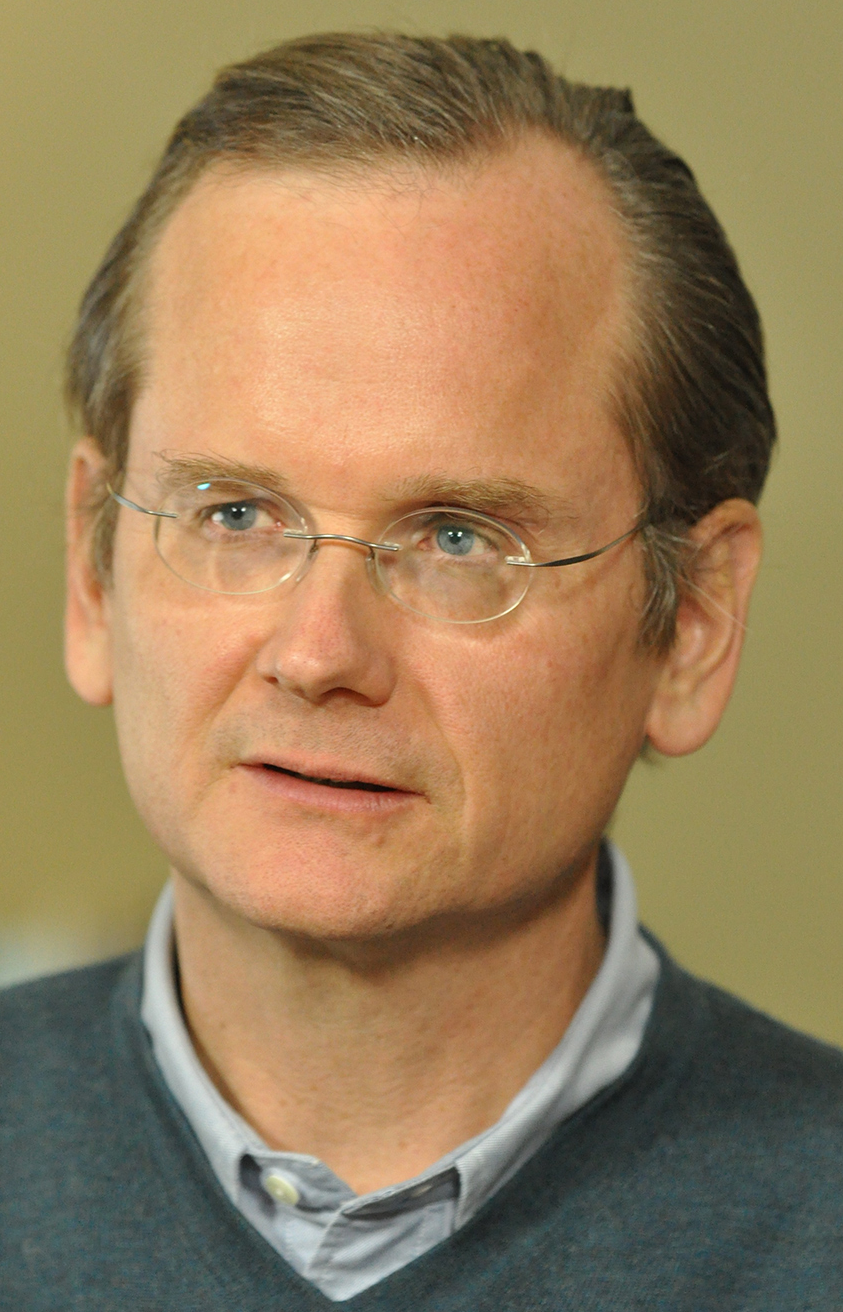
Lawrence Lessig
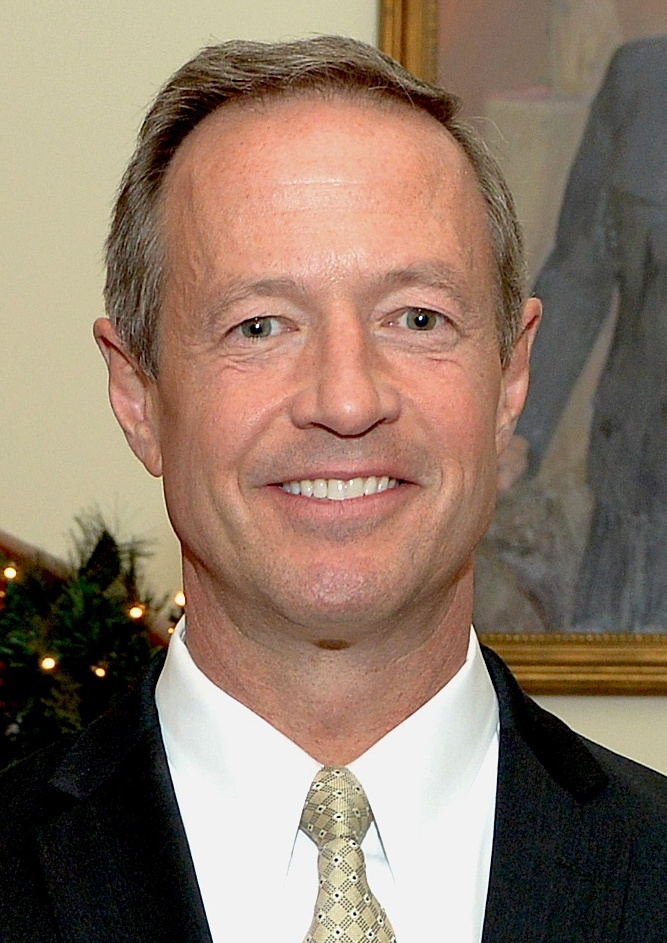
Martin O'Malley
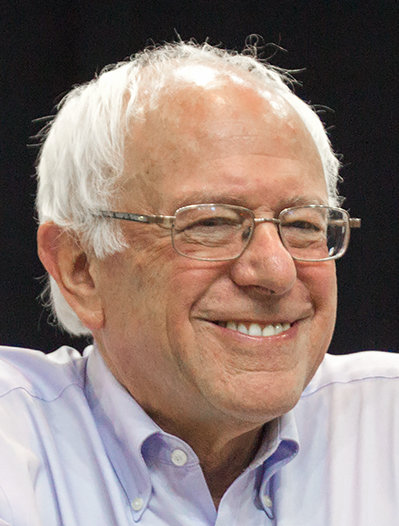
Bernie Sanders

## Republikanerna

### Kandidater
Följande personer figurerade i de stora opinionsundersökningarna och tillkännagiv formellt att de ämnade kandidera i 2016 års val eller registrerat sig som kandidat hos valmyndigheten Federal Election Commission (FEC).
- Donald Trump, ordförande för Trump Organization (1971– )

På den republikanska sidan meddelade ett stort antal politiker sina kandidaturer. Dessa inkluderade Jeb Bush (tidigare guvernör i Florida), Ben Carson (före detta kirurg på Johns Hopkins Hospital), Chris Christie (guvernör för New Jersey), Ted Cruz (senator från Texas), Carly Fiorina (tidigare VD för Hewlett-Packard), Jim Gilmore (tidigare guvernör för Virginia), Lindsey Graham (sentor för South Carolina), Mike Huckabee (tidigare guvernör för Arkansas), John Kasich (guvernör från Ohio), George Pataki (tidigare guvernör för New York), Rand Paul (senator för Kentucky), Marco Rubio (senator i Florida), Rick Santorum (tidigare senator för Pennsylvania) samt Donald Trump (ordförande för Trump Organization). Tidigare kandidaterna Rick Perry och Scott Walker meddelade under september månad (2015) att de avsade sig sina kandidaturer. I november meddelade även Bobby Jindal att han drog tillbaka sin kandidatur.
Bland de republikanska kandidaterna var Donald Trump under 2015 favorit i de olika opinionsundersökningarna. Ben Carson och Carly Fiorina hade nått runt 10 procent i undersökningarna. Alla tre hade gemensamt att de arbetat inom näringsliv och inte haft ett förflutet som politiker.

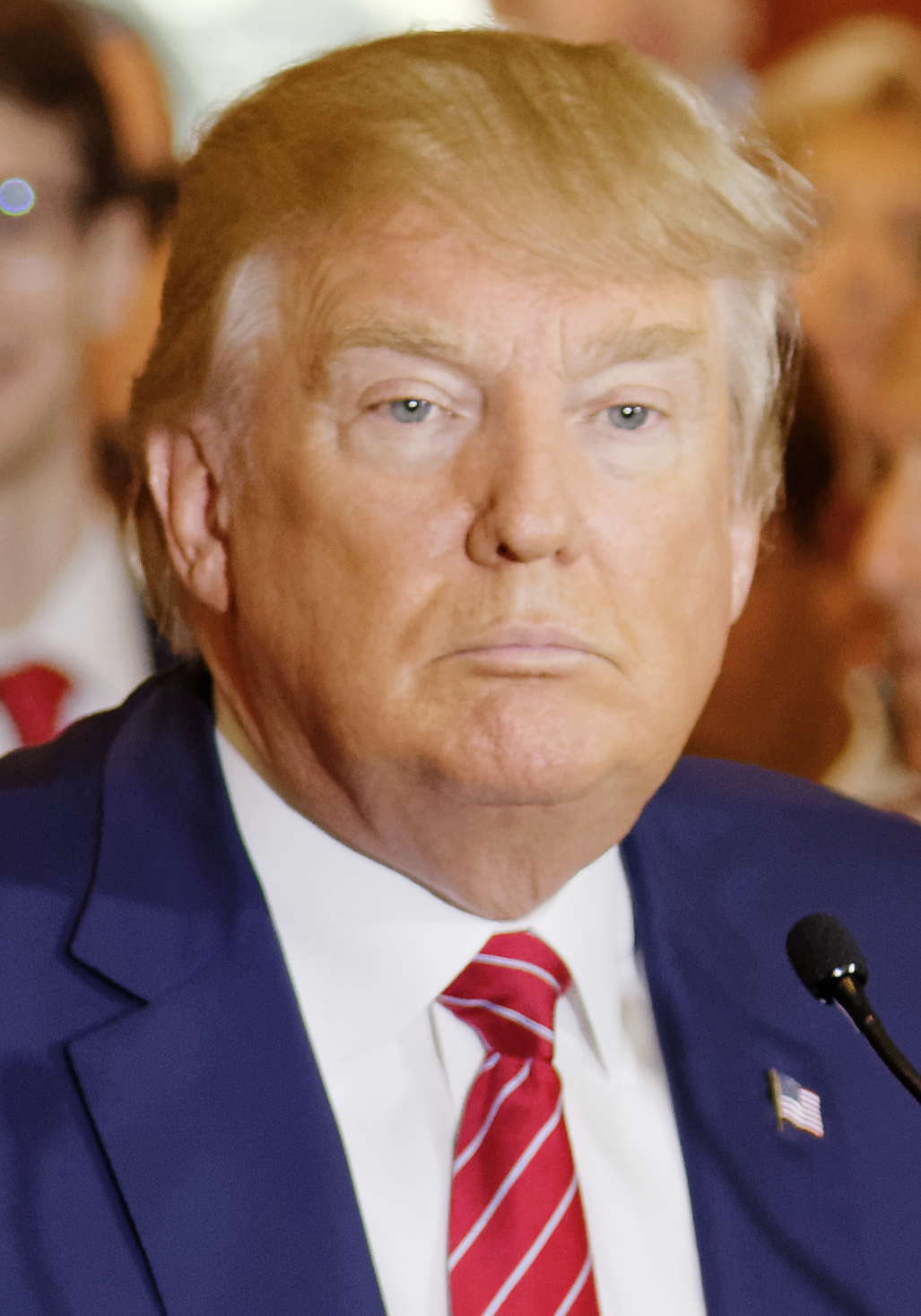
Donald Trump

### Återtagna kandidaturer
- Rick Perry, tidigare guvernör i Texas (2000–2015), drog sig ur 11 september 2015.
- Scott Walker, guvernör i Wisconsin (2011– ), drog sig ur 21 september 2015.
- Bobby Jindal, guvernör i Louisiana (2008–), drog sig ur 17 november 2015.
- Lindsey Graham, senator från South Carolina (2003– ), drog sig ur 21 december 2015.
- George Pataki, tidigare guvernör i New York (1995–2006), drog sig ur 29 december 2015.
- Mike Huckabee, tidigare guvernör i Arkansas (1996–2007), drog sig ur 1 februari 2016.
- Rand Paul, senator från Kentucky (2011– ), drog sig ur 3 februari 2016.
- Rick Santorum, tidigare senator från Pennsylvania (1995–2007), drog sig ur 3 februari 2016.
- Chris Christie, guvernör i New Jersey (2010– ), drog sig ur 10 februari 2016.
- Carly Fiorina, tidigare vd för Hewlett-Packard (1999–2005), drog sig ur 10 februari 2016.
- Jim Gilmore, tidigare guvernör i Virginia (1998–2002), drog sig ur 12 februari 2016.
- Jeb Bush, tidigare guvernör i Florida (1999–2007), drog sig ur 20 februari 2016.
- Ben Carson, tidigare chef över pediatrisk neurokirurgi vid Johns Hopkins Hospital (1984–2013), drog sig ur 4 mars 2016.
- Marco Rubio, senator från Florida (2011– ), drog sig ur 15 mars 2016.[15]
- Ted Cruz, senator från Texas (2013– ), drog sig ur 3 maj 2016.
- John Kasich, guvernör i Ohio (2011– ), drog sig ur 4 maj 2016.

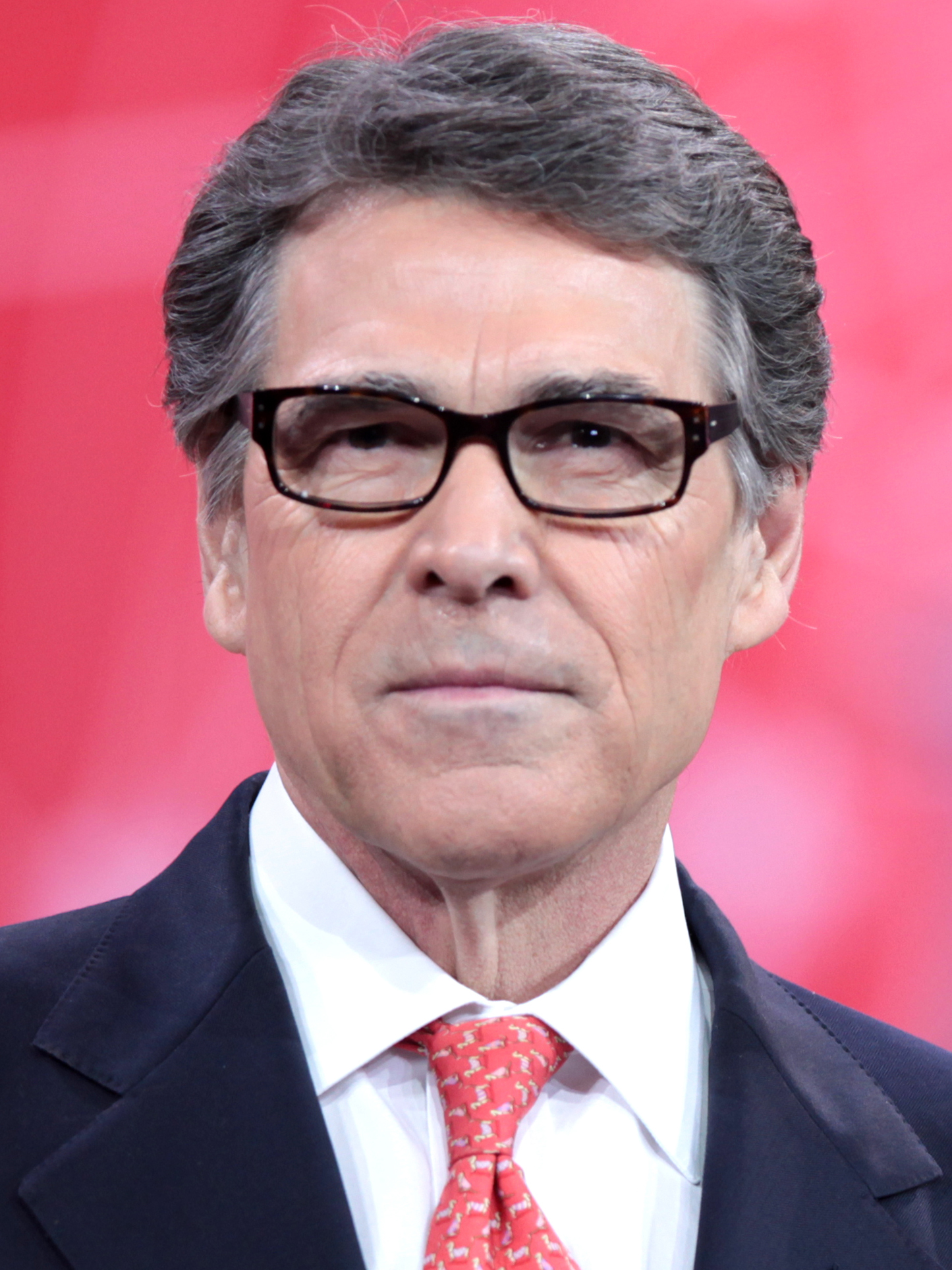
Rick Perry
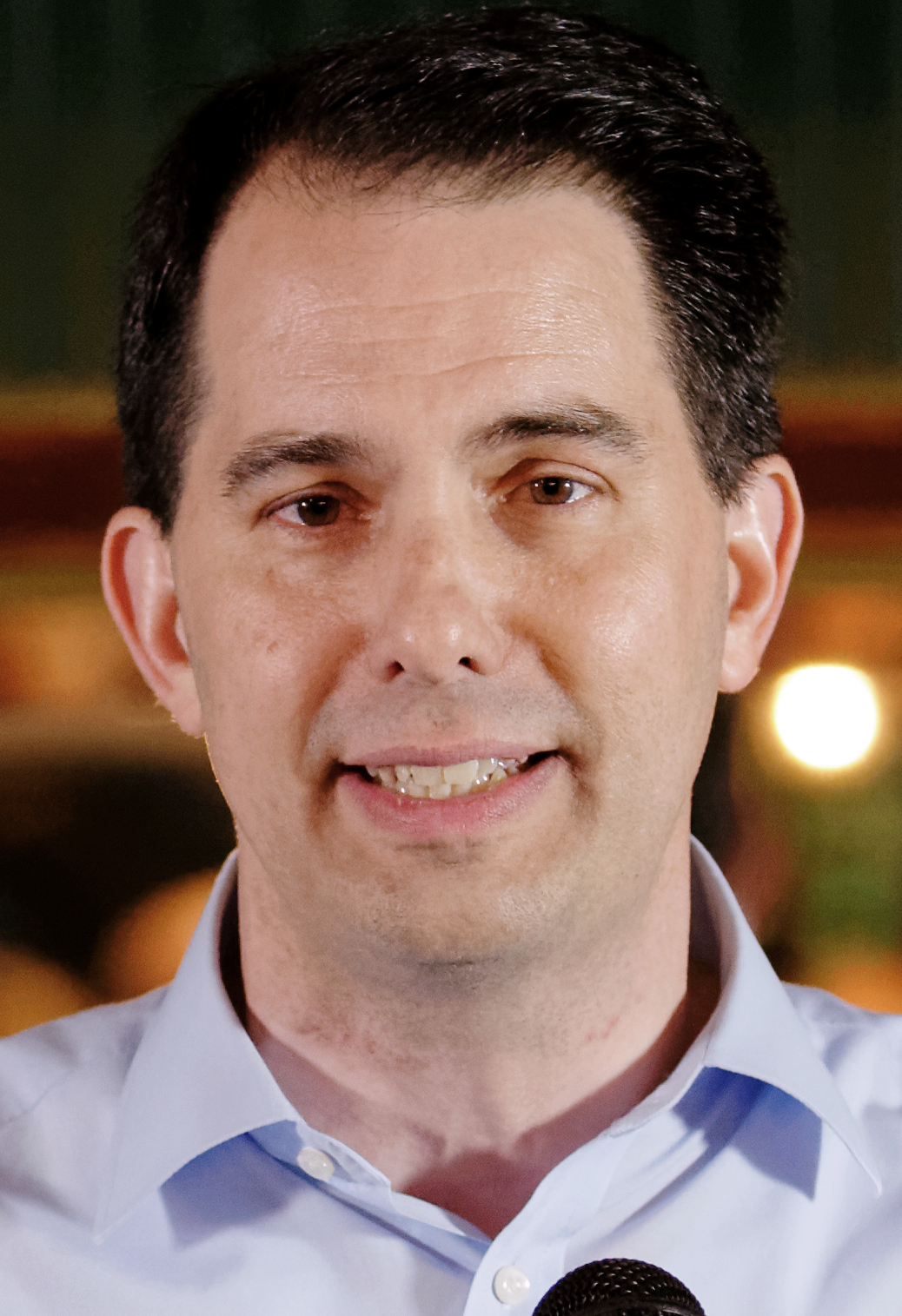
Scott Walker
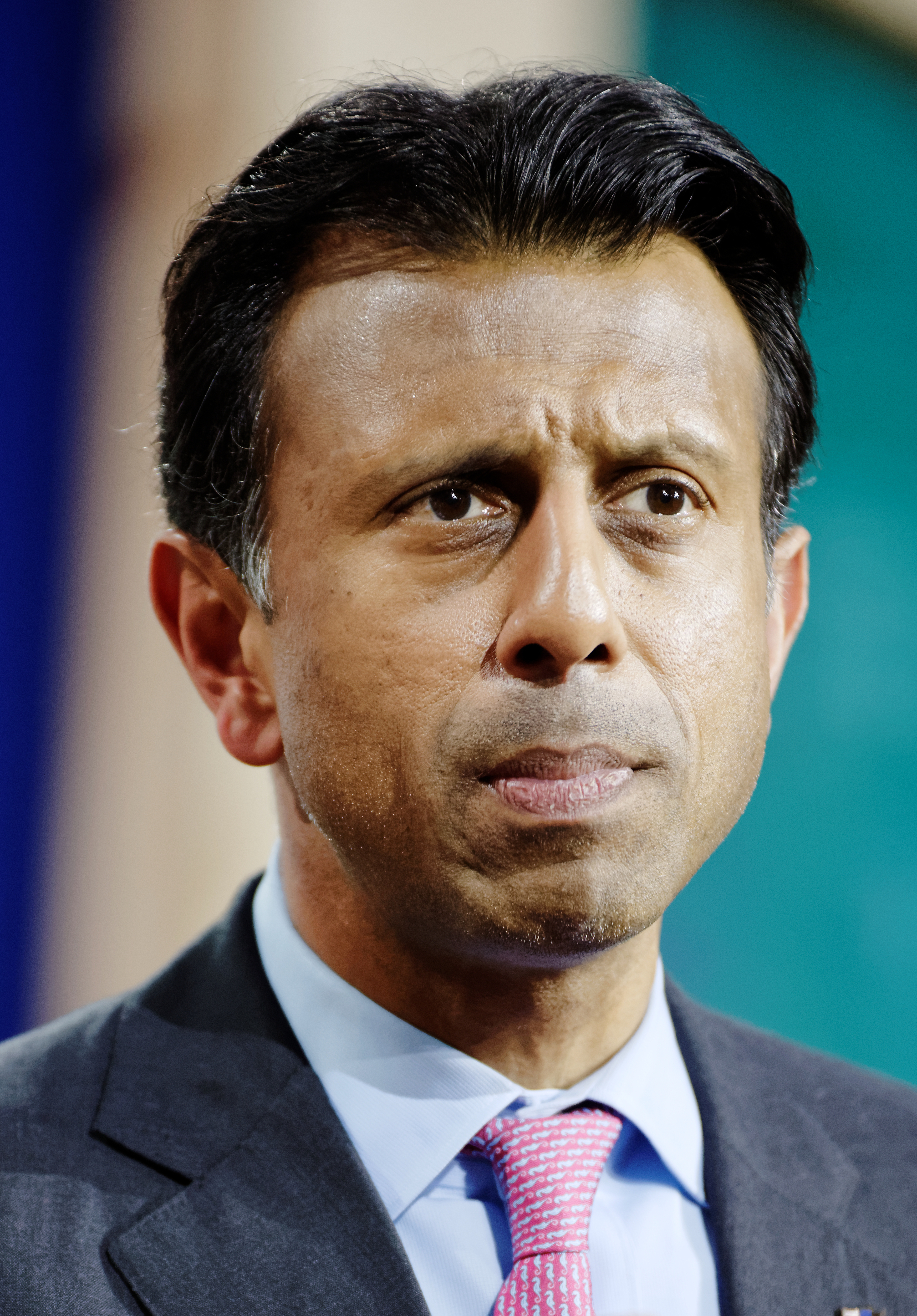
Bobby Jindal
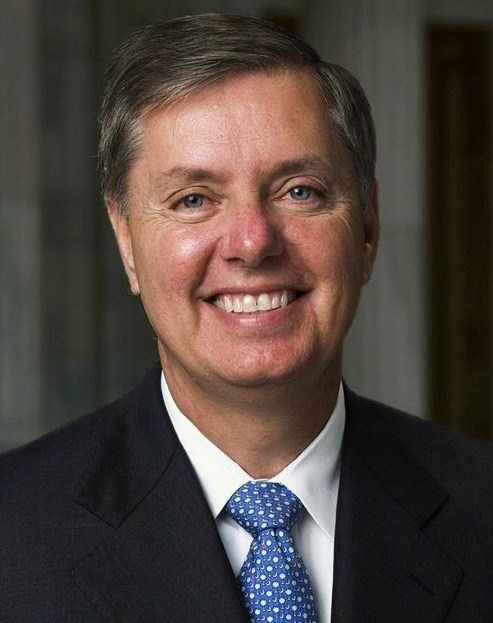
Lindsey Graham
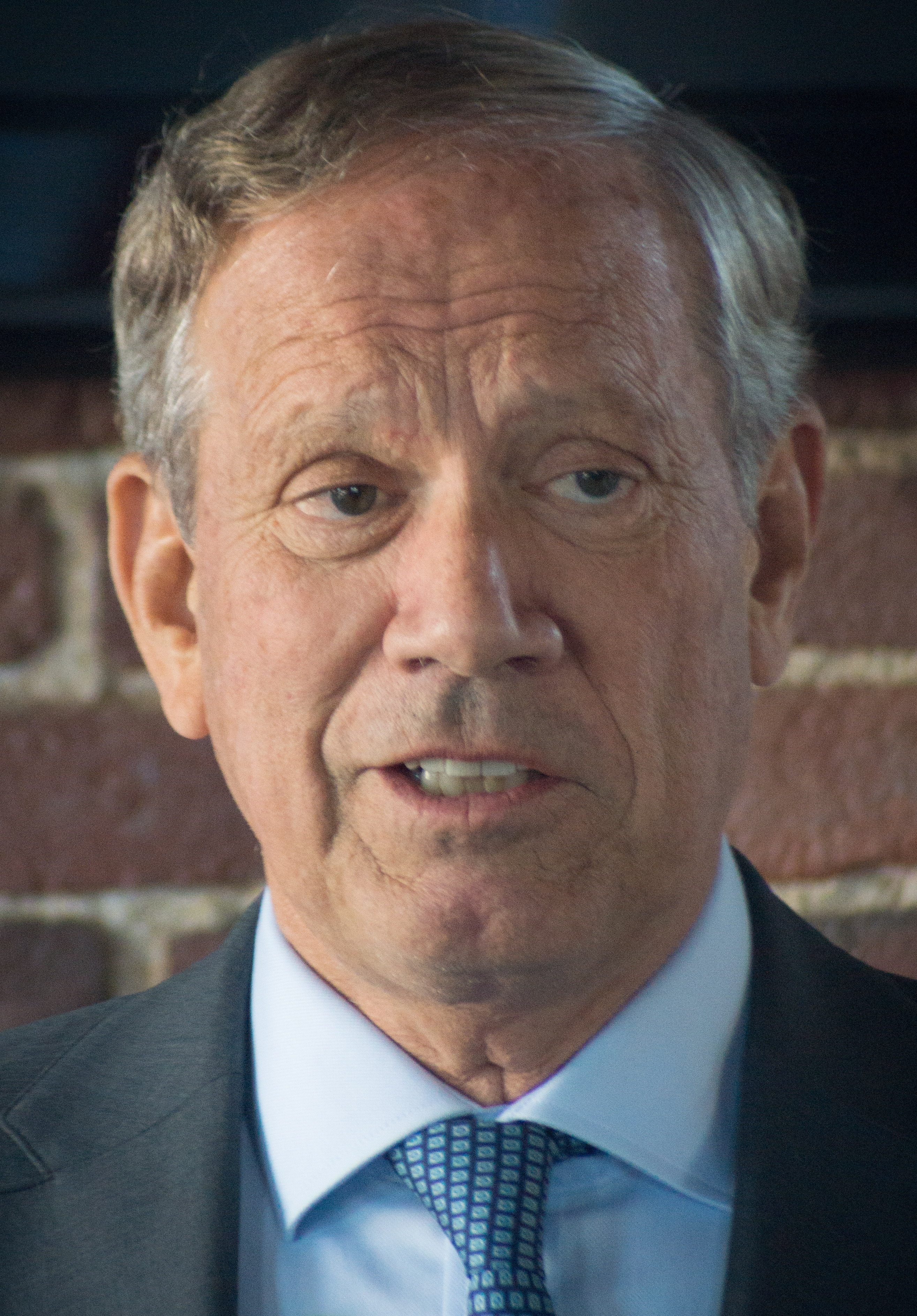
George Pataki
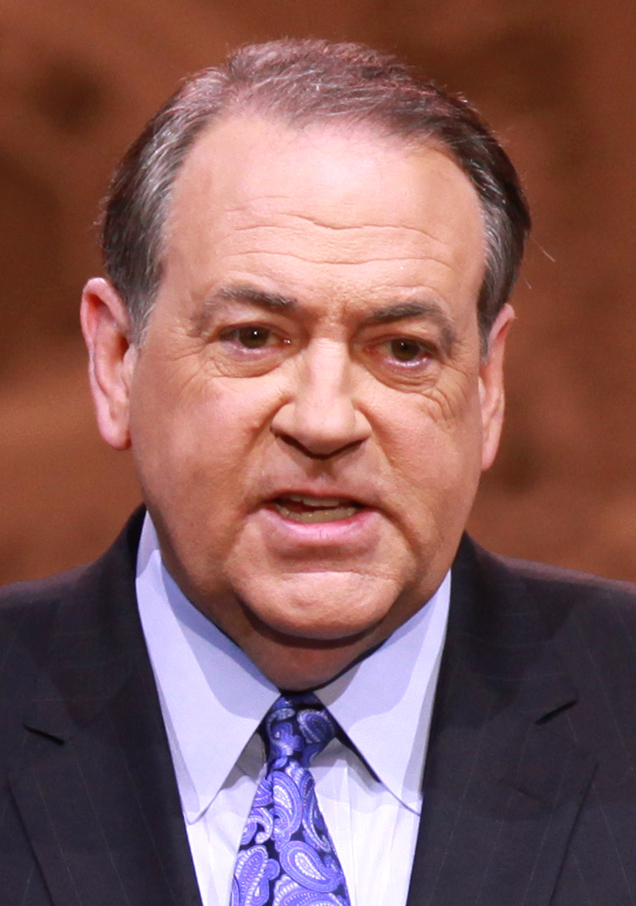
Mike Huckabee
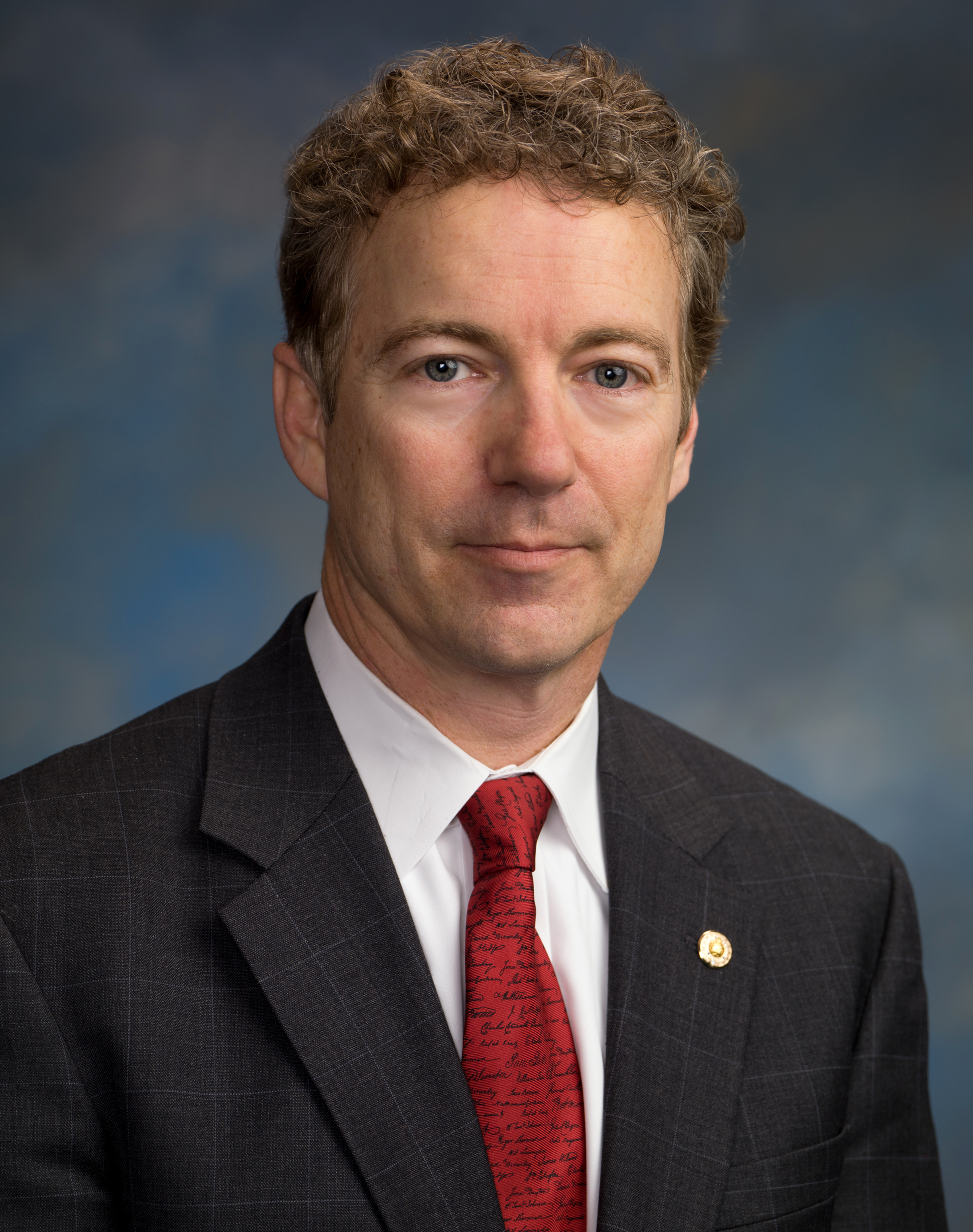
Rand Paul
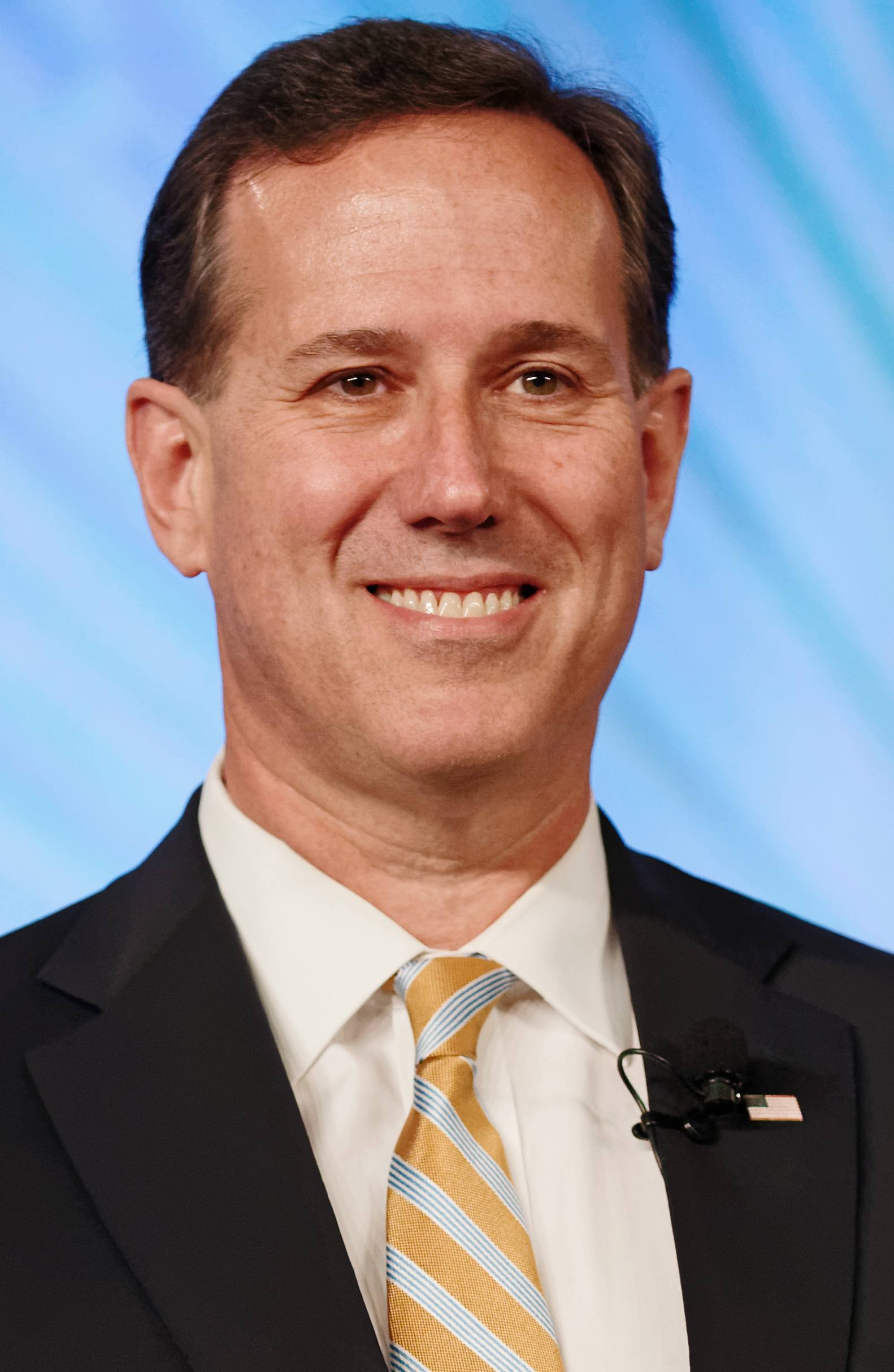
Rick Santorum
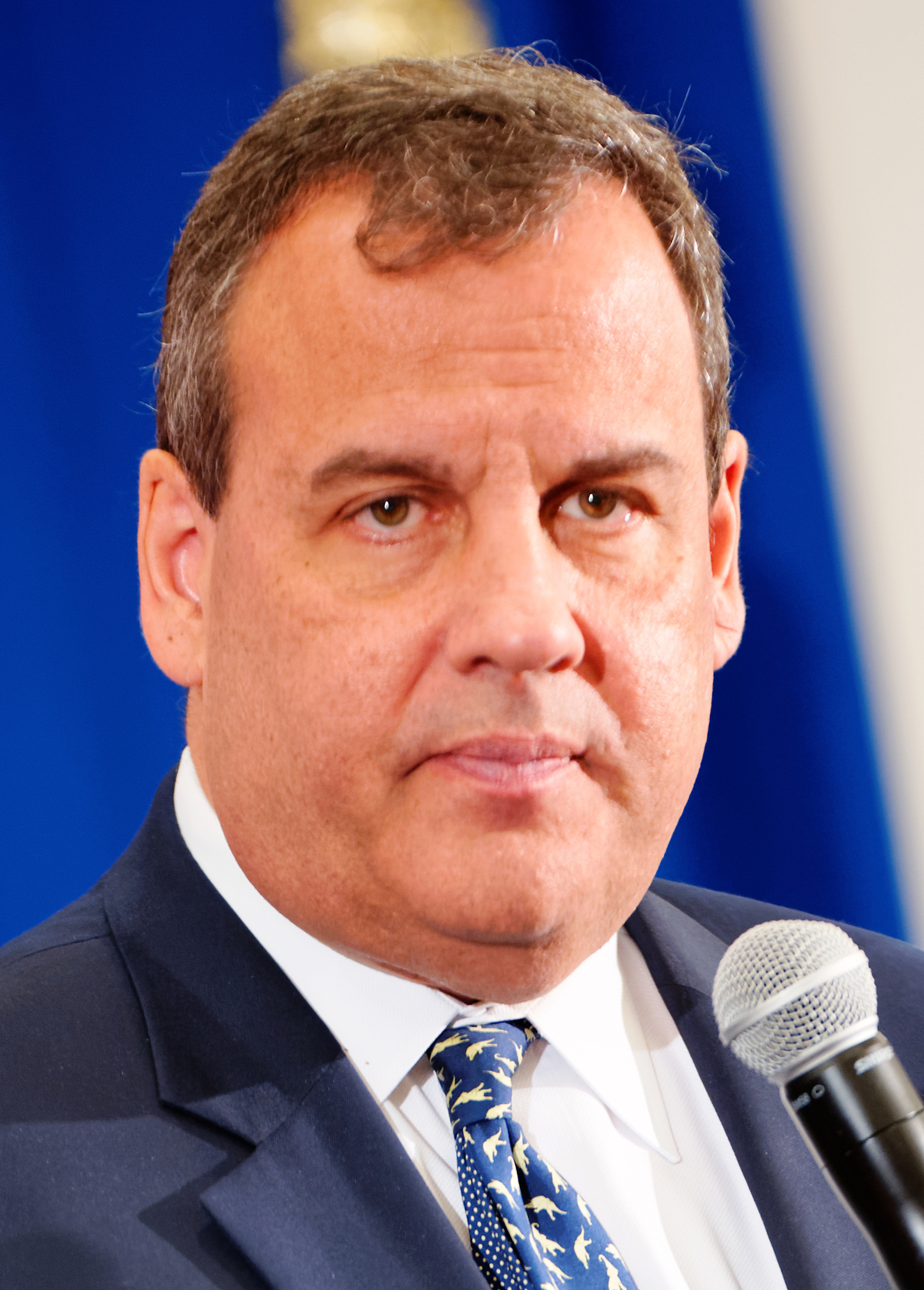
Chris Christie
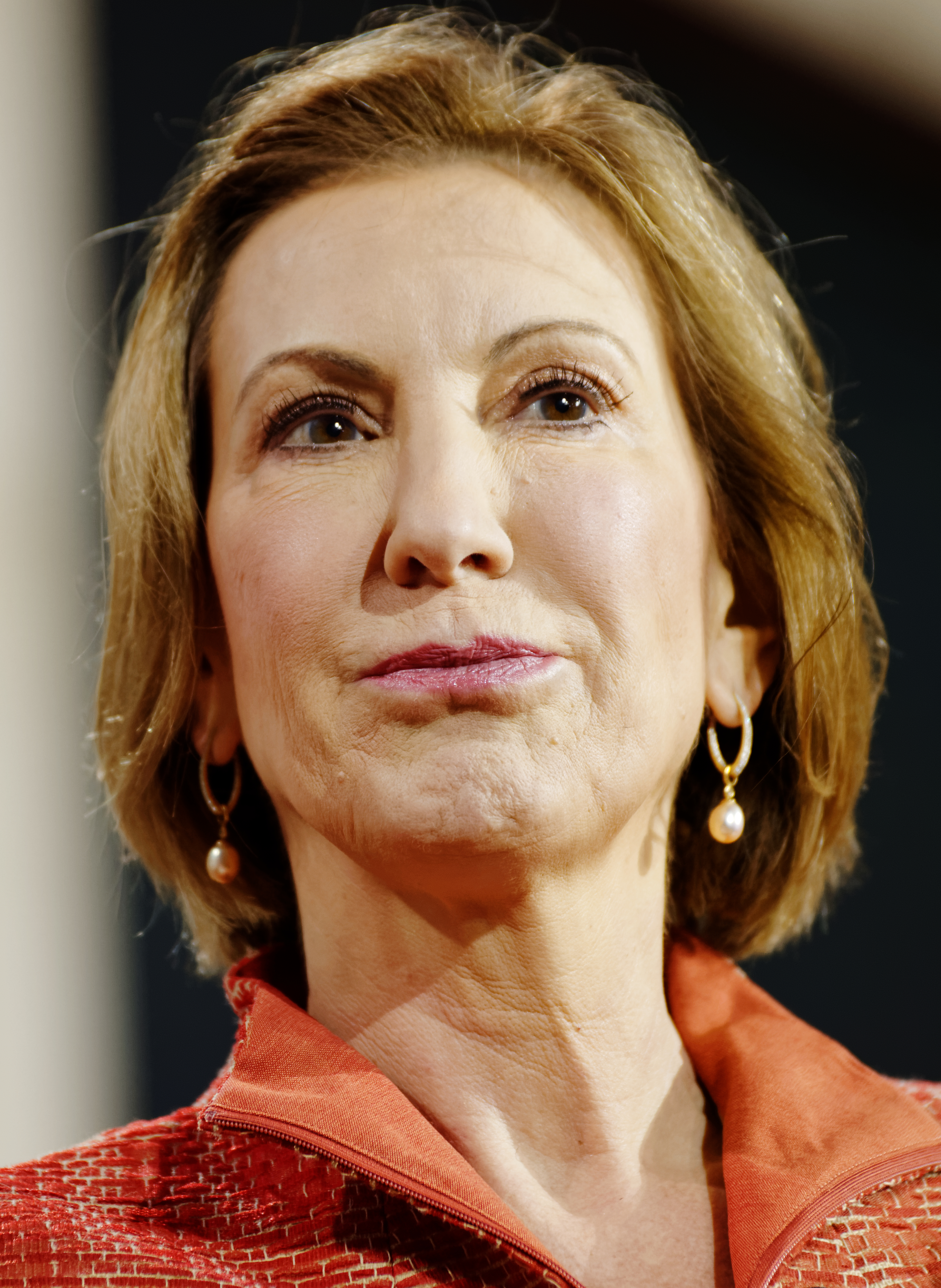
Carly Fiorina
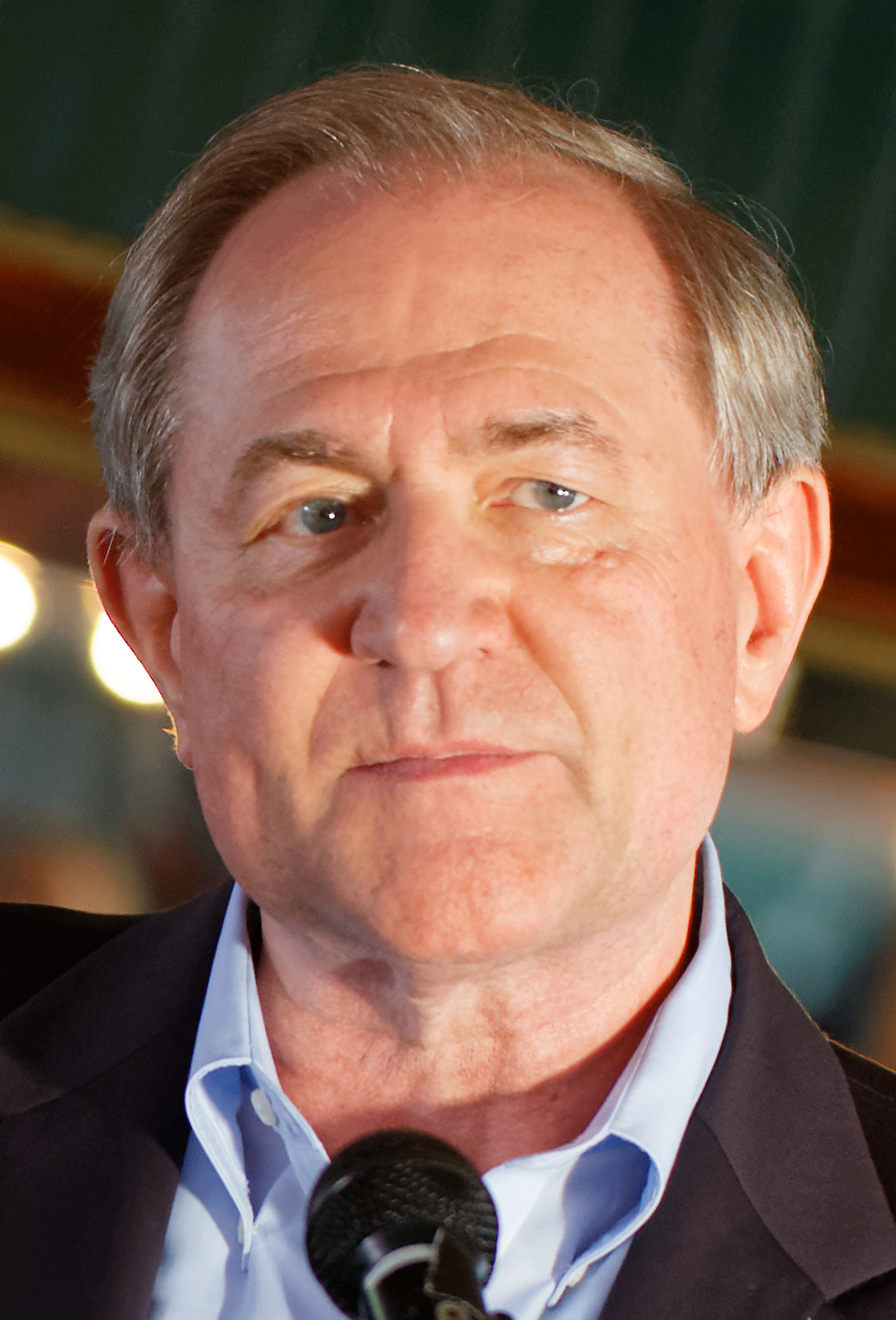
Jim Gilmore
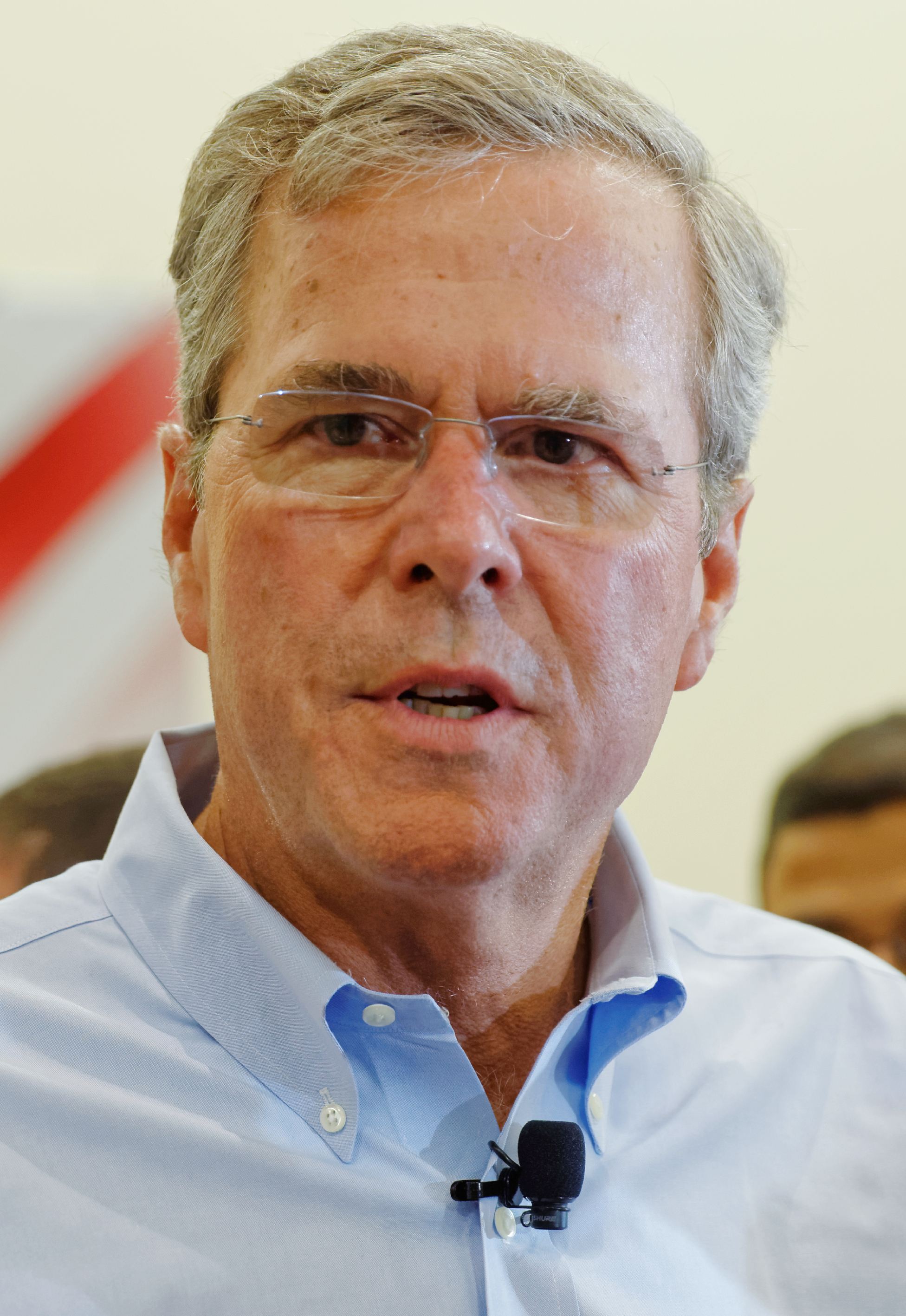
Jeb Bush
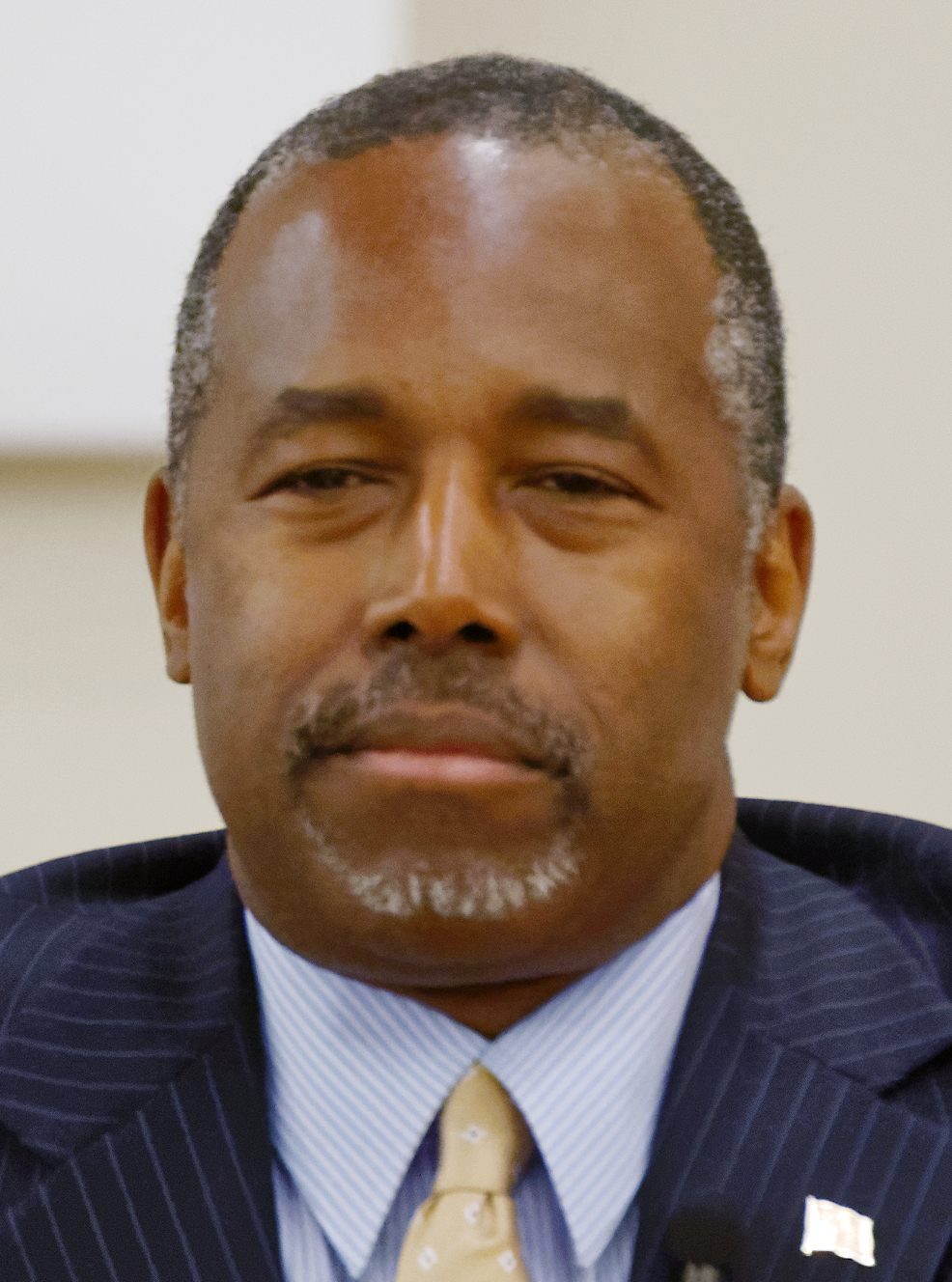
Ben Carson
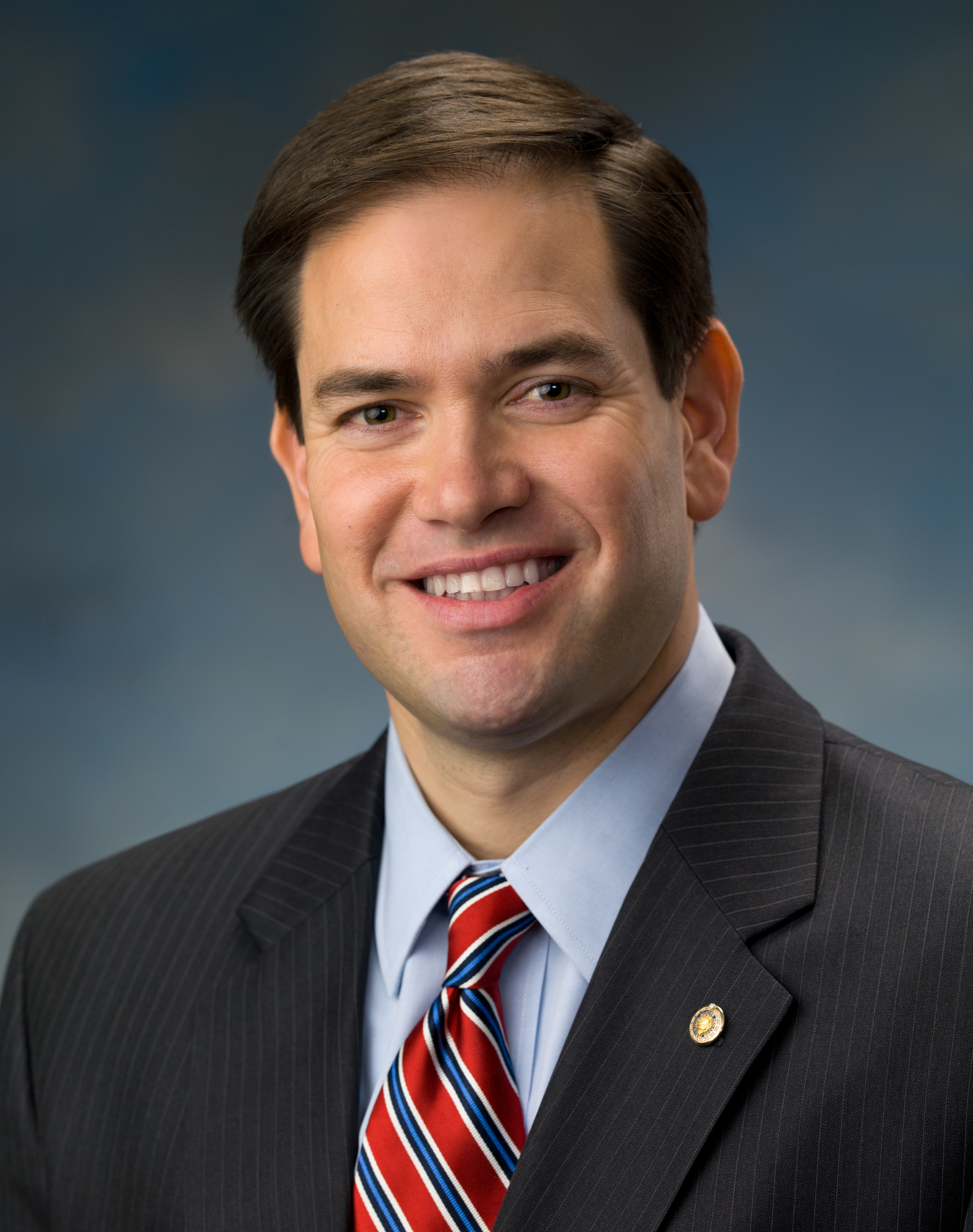
Marco Rubio
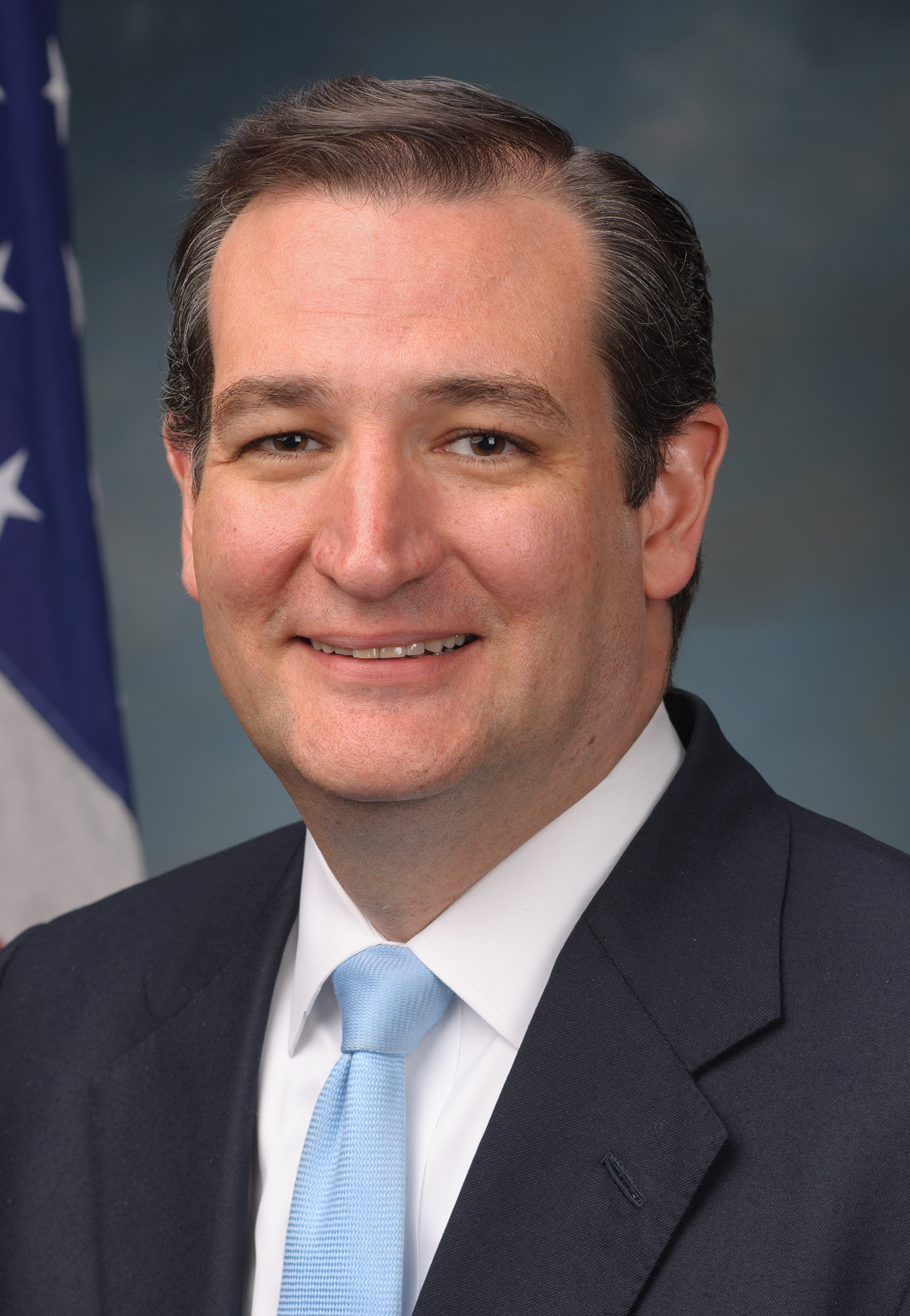
Ted Cruz
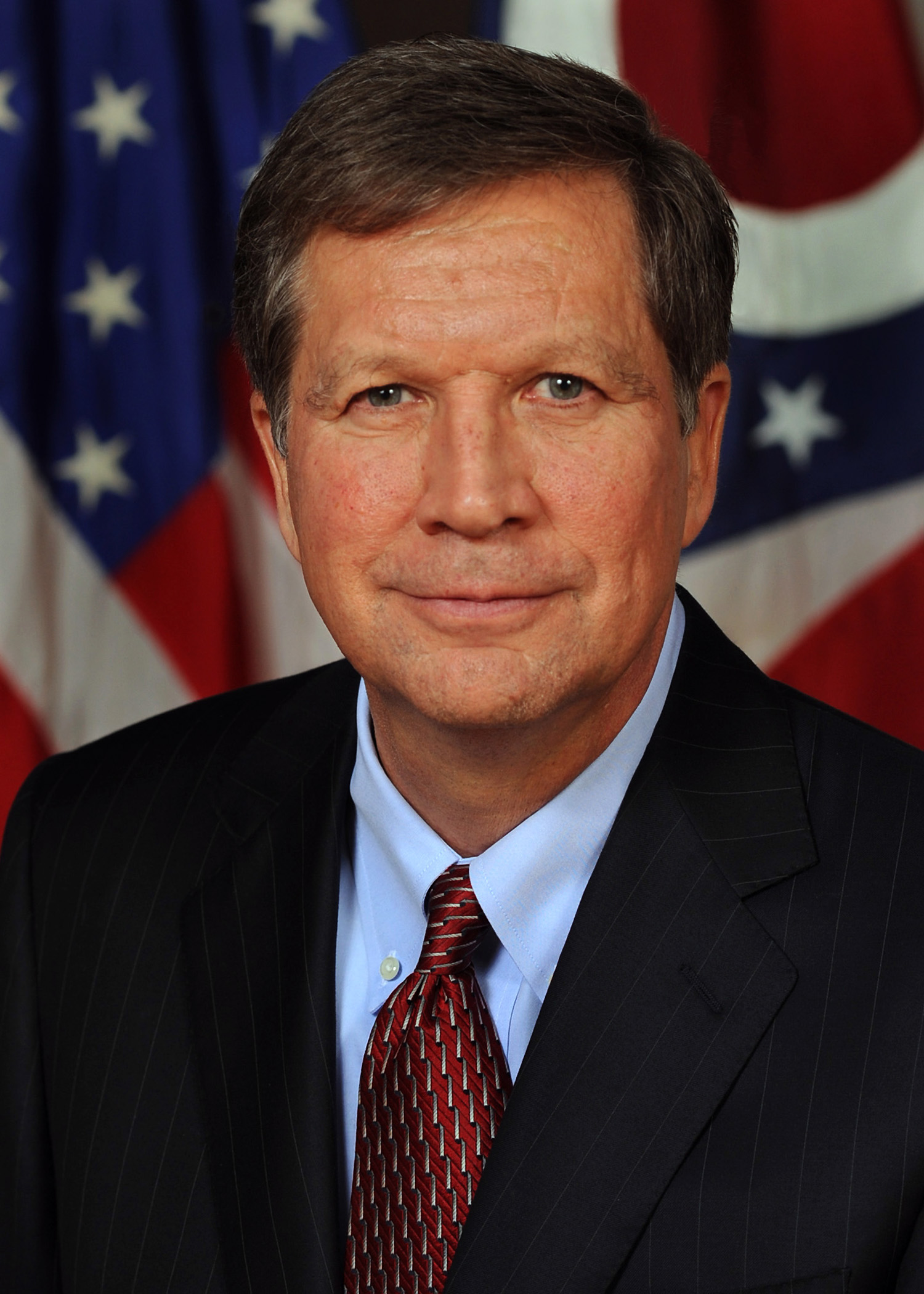
John Kasich

## Green Party
Green Party hade följande kandidater:

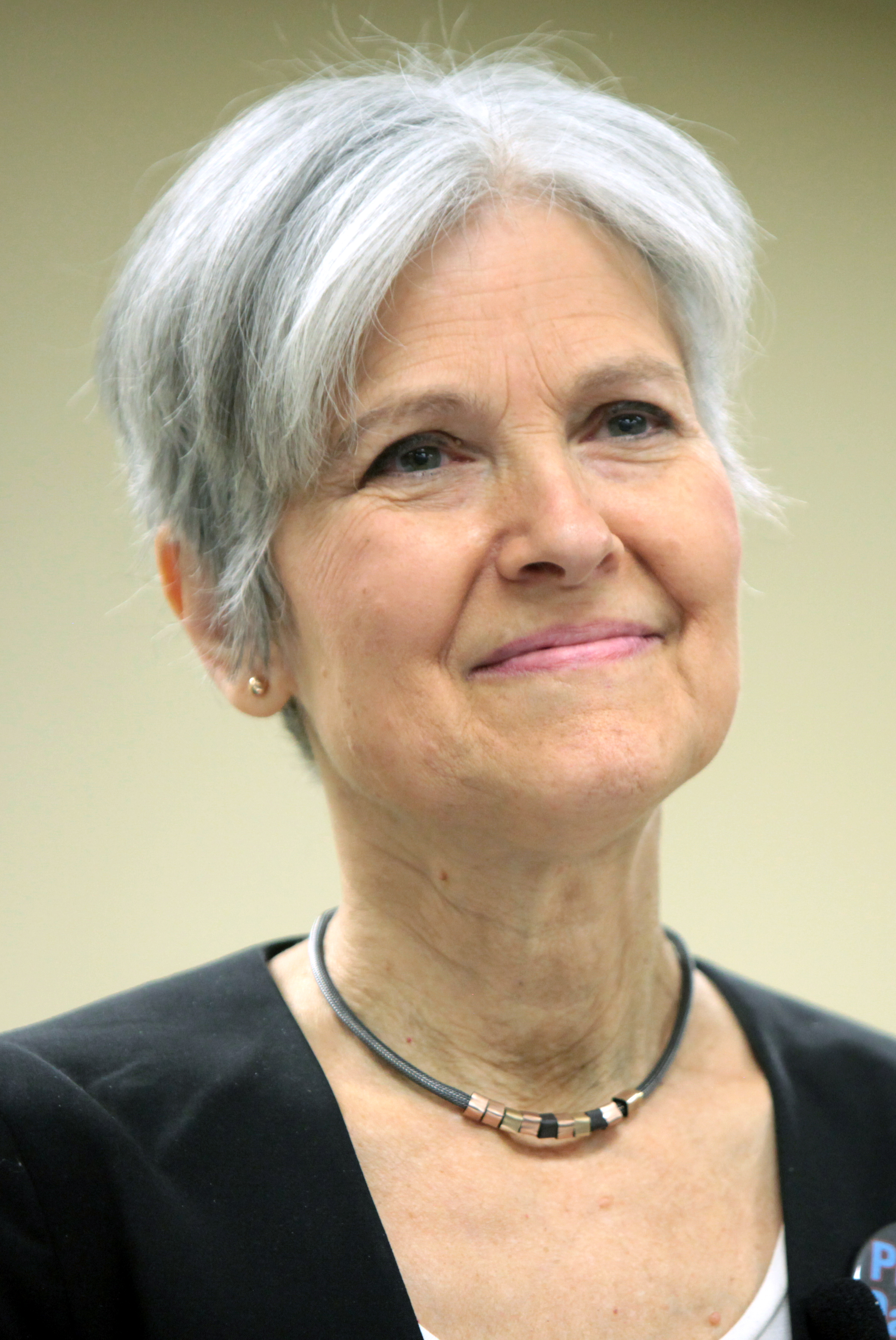
Jill Stein, läkare och politiker, presidentkandidat.
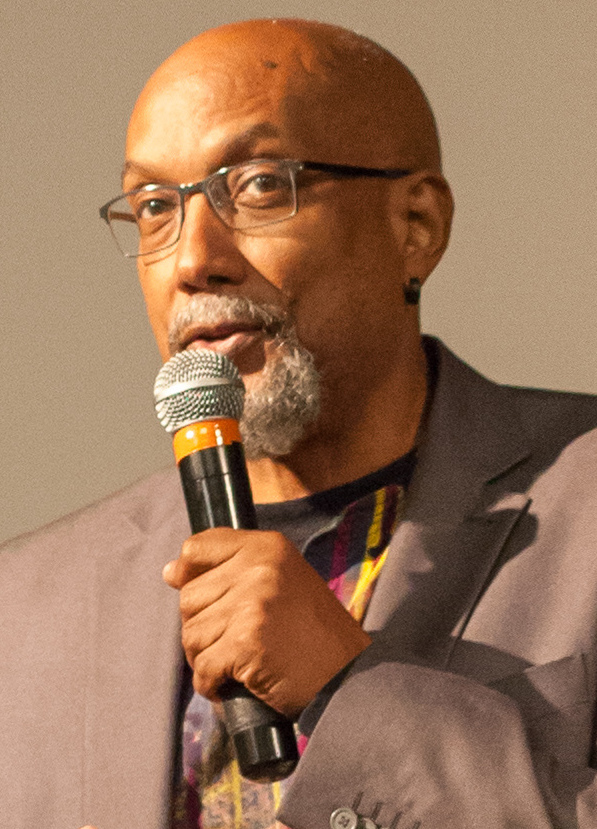
Ajamu Baraka, aktivist, presidentkandidat, vicepresidentkandidat.  - Jill Stein
  - Ajamu Baraka

## Libertarian Party
Libertarian Party hade följande kandidat:

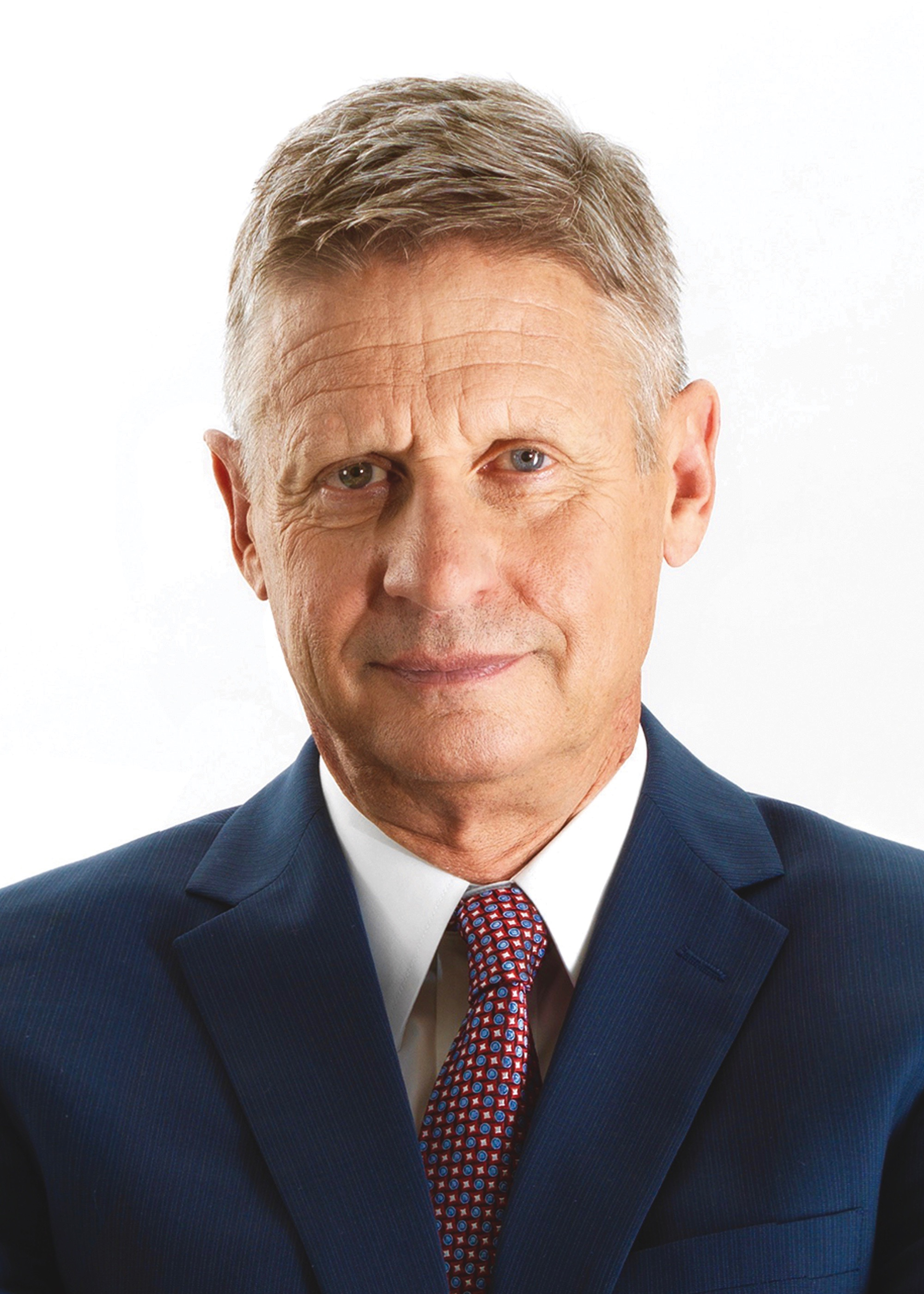
Gary E. Johnson, f.d. guvernör i New Mexico (1995-2003), presidentkandidat.
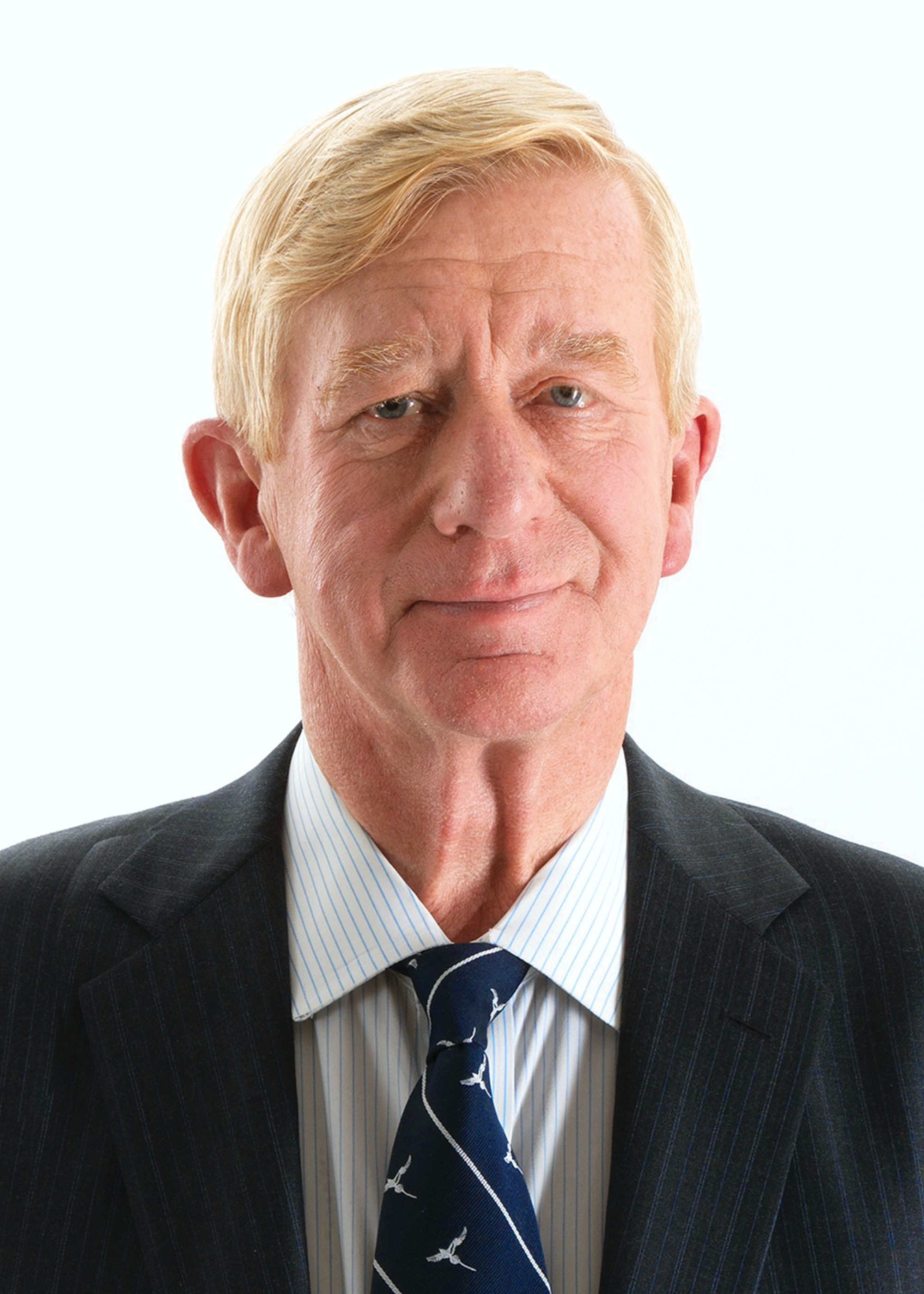
Bill Weld, f.d. guvernör i Massachusetts (1991-97), vicepresidentkandidat.  - Gary E. Johnson
  - Bill Weld

## Constitution Party
Constitution Party hade följande kandidat:

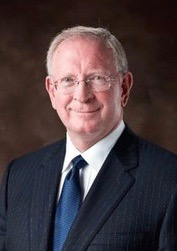
Darrell Castle, politiker och åklagare, presidentkandidat.
- Scott Bradley, affärsman, vicepresidentkandidat.  - Darrel Castle

## Andra partier
Andra politiska partier som ställde upp i det amerikanska presidentvalet inkluderade American Freedom Party, America's Party, Independent American Party, Nutrition Party, Party for Socialism and Liberation, Peace and Freedom Party, Prohibition Party, Socialist Party USA, Veterans Party of America och Workers World Party.

## Resultatet och förklaringar till resultatet
Att Trump valdes till president var en överraskning för vissa bedömare. En del menar att förklaringar är att Hillary Clinton hade svårt att mobilisera minoriteter, att hon inte lyckades skapa starka band till sina väljare och att Donald Trump fick stort utrymme i media eftersom han ansågs ha ett stort underhållningsvärde. Även elektorssystemet sägs vara en orsak bakom Clintons nederlag med tanke på att Trump hade fått färre röster. Andra menar att en krympande medelklass, färre arbetsplatser och rädslan att de egna barnen inte kommer att få det bättre var viktiga motiv att inte rösta på den demokratiska kandidaten. I traditionellt demokratiska arbetarstäder som t.ex. Youngstown i Ohio röstade människor på Trump eftersom man menar att industrikrisen som har pågått sedan 70-talet fortfarande inte har lösts än. En del konservativa väljare på landsbygden menar att Obama fokuserade för lite på att skapa jobb till förmån för andra frågor.